# Riu Vig
El riu Vig (Выг en rus) és un riu que transcorre per part de la República de Carèlia, Rússia fins a la seva desembocadura en el golf d'Onega, al Mar Blanc, prop de Belomorsk.
El riu, afluent del Vorozhgora, està format per dos trams, l'Alt Vig (de 135 km) les aigües del qual van al llac Siamozero i el Baix Vig (de 102 km) fins a l'última desembocadura.